# Heinsen
Heinsen é um município da Alemanha localizado no distrito de Holzminden, estado da Baixa Saxônia.
Pertence ao Samtgemeinde de Bodenwerder-Polle.